# Podprefektura Ōshima (Kagoshima)
Podprefektura Ōshima (jap. 大島支庁 Ōshima-shichō) – podprefektura w Japonii, w prefekturze Kagoshima.
W skład podprefektury wchodzą miasta i wioski:
- Amami
- Amagi
- China
- Isen
- Kikai
- Setouchi
- Tatsugō
- Tokunoshima
- Uken
- Wadomari
- Yamato
- Yoron